# Jitterbuffer
Als Jitterbuffer (eigentlich zutreffender auch De-Jitterbuffer genannt) wird ein Speicher für die Ausgabe isochroner Datenströme bezeichnet. Er gleicht durch Zwischenspeicherung der eingehenden Daten nach dem FIFO-Prinzip ihre Laufzeitunterschiede (Jitter) aus. Dadurch müssen weniger der eingehenden Daten wegen zu späten Eingangs verworfen werden (eine Verringerung der effektiven Paketverlustrate). Allerdings erhöht sich dadurch auch die Gesamtlaufzeit der Daten (Delay).
Jitterbuffer werden z. B. bei Sprach- und Video-Anwendungen über IP-Netze eingesetzt. Bei Streaming-Anwendungen (z. B. Video über Internet) ist es sinnvoll, mit großen Füllständen des Jitterbuffers zu arbeiten, da das die Störungsfreiheit der Wiedergabe verbessert, während das Delay normalerweise unbemerkt bleibt (außer bei der Umschaltung zwischen verschiedenen Kanälen). Bei IP-Telefonie z. B. ist auch das Delay störend, und man muss einen Kompromiss zwischen mehr Delay und weniger Paketverlustrate eingehen.